# مناطق حفاظت‌شده استان گیلان
استان گیلان، به لحاظ خصوصیات زیست‌محیطی خود، یکی از زیباترین مناطق ایران است که گونه‌های نادری از گیاهان و حیات وحش را در خود جای داده‌است. مناطق حفاظت شده استان گیلان به شرح زیر می‌باشند:
1. منطقه حفاظت شده سلکه به وسعت ۳۳۶ هکتار[۱]در صومعه سرا
2. منطقه حفاظت شده سرخانکل به وسعت ۱۵۰ هکتار[۲] در بندر انزلی
3. منطقه حفاظت شده ناواسالم به وسعت ۶۰۰۰ هکتار[۳] در طالش
4. منطقه حفاظت شده تالاب استیل به وسعت ۱۴۰ هکتار[۴] در آستارا
5. منطقه حفاظت شده آلالان به وسعت ۸۰ هکتار[۵] در طالش
6. منطقه حفاظت شده سیاه‌کشیم به وسعت ۴۱۱۴ هکتار[۶] در بندر انزلی
7. منطقه حفاظت شده لیسار به وسعت ۳۱۰۴۴ هکتار[۷] در طالش
8. منطقه حفاظت شده لوندویل به وسعت ۱۰۷۴ هکتار[۸] در آستارا
9. منطقه حفاظت شده امیرکلایه به وسعت ۱۲۳۰ هکتار[۹] در لاهیجان
10. منطقه حفاظت شده سرولات و جواهردشت به وسعت ۲۱۲۵۴ هکتار[۱۰] در رودسر